# Gamme MOTO
Pour les articles homonymes, voir Moto (homonymie).
La gamme MOTO désigne les micro-ordinateurs commercialisés ou construits par Thomson SIMIV durant les années 1980. Leur popularité en France est notamment due au plan « Informatique pour tous ».
Cette désignation est un néologisme utilisé par les personnes qui s'intéressent aux machines Thomson, mais qui ne correspond pas à une dénomination officielle en vigueur durant la période de commercialisation de ces machines.

## Historique
- 1979 : José Henrard met au point un prototype de micro-ordinateur familial dans l'usine Thomson de Moulins.
- 1980 : présentation du premier prototype (microprocesseur 8 bits Motorola 6809, 8 Ko de mémoire vive).
- 1982 : nationalisation de Thomson ; présentation des TO7 au Sicob de septembre.
- 1983 : création de « Société Internationale de Micro-Informatique et de Vidéo » (SIMIV), avec Jean Gerothwohl à sa tête.
- 1984 :
  - lancement du MO5 et du TO7/70 ; premier contrat avec le ministère de l'Éducation nationale française, après réponse à un appel d'offres lancé par l'Union des groupements d'achats publics (UGAP) (40 000 MO5 et TO7/70 sur les 5 ans à venir) ;
  - association avec Nathan pour élargir la gamme des logiciels (société d'abord connue sous le nom de VIFI, puis de Cedic).
- 1985 :
  - Laurent Fabius lance le plan « Informatique pour tous » ; un peu plus de 100 000 MO5 et TO7/70 sont commandés ;
  - tentatives (infructueuses) d'export vers l'Allemagne, l'Italie, l'Algérie, l'URSS, l'Inde, l'Argentine, l'Espagne ;
  - lancement du TO9 ;
  - Léanord propose son nanoréseau ;
  - création de France Image Logiciel (FIL) pour élargir la gamme des logiciels.
- 1986 : 
  - lancement des MO6, TO8 et TO9+ ; abandon du prototype de TO16 (basé sur un processeur Motorola 68000 et le système d'exploitation OS-9) sur lequel travaillait José Henrard ;
  - intégration de la SIMIV à la COFADEL (Compagnie franco-allemande d'électronique).
- 1987 : lancement des TO16 compatible PC.
- 1988 : 
  - Thomson ne vend que 60 000 ordinateurs au lieu des 150 000 prévus ;
  - FIL dépose son bilan.
- 1989 : Thomson arrête la micro-informatique.

## Description de la gamme

### Les ordinateurs MO et TO
| Modèle                                | Entreprise(s)  | Période de vente | Remarques |
| ------------------------------------- | -------------- | ---------------- | --- |
| Thomson MO                            |                |                  | |

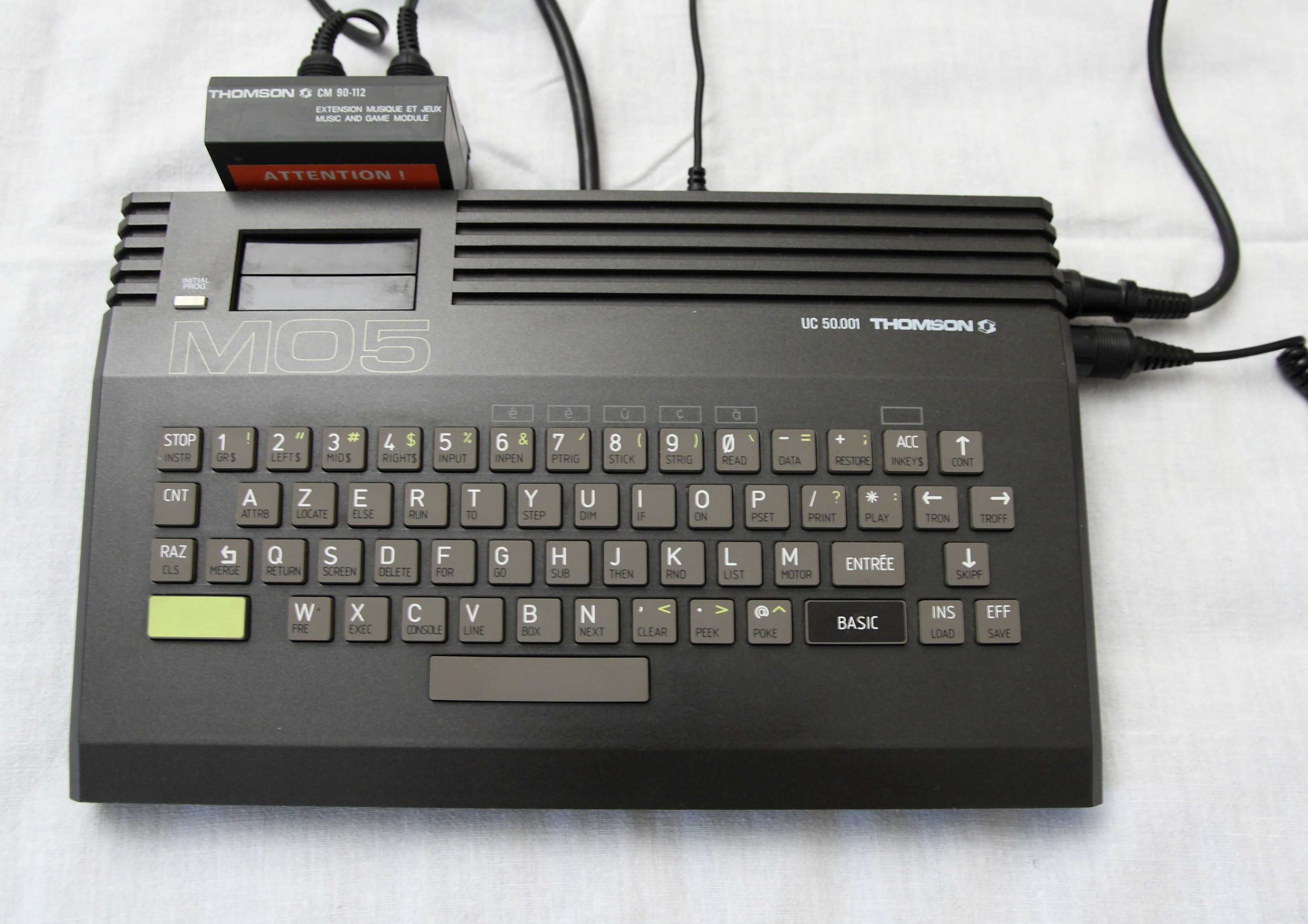
Thomson MO5.

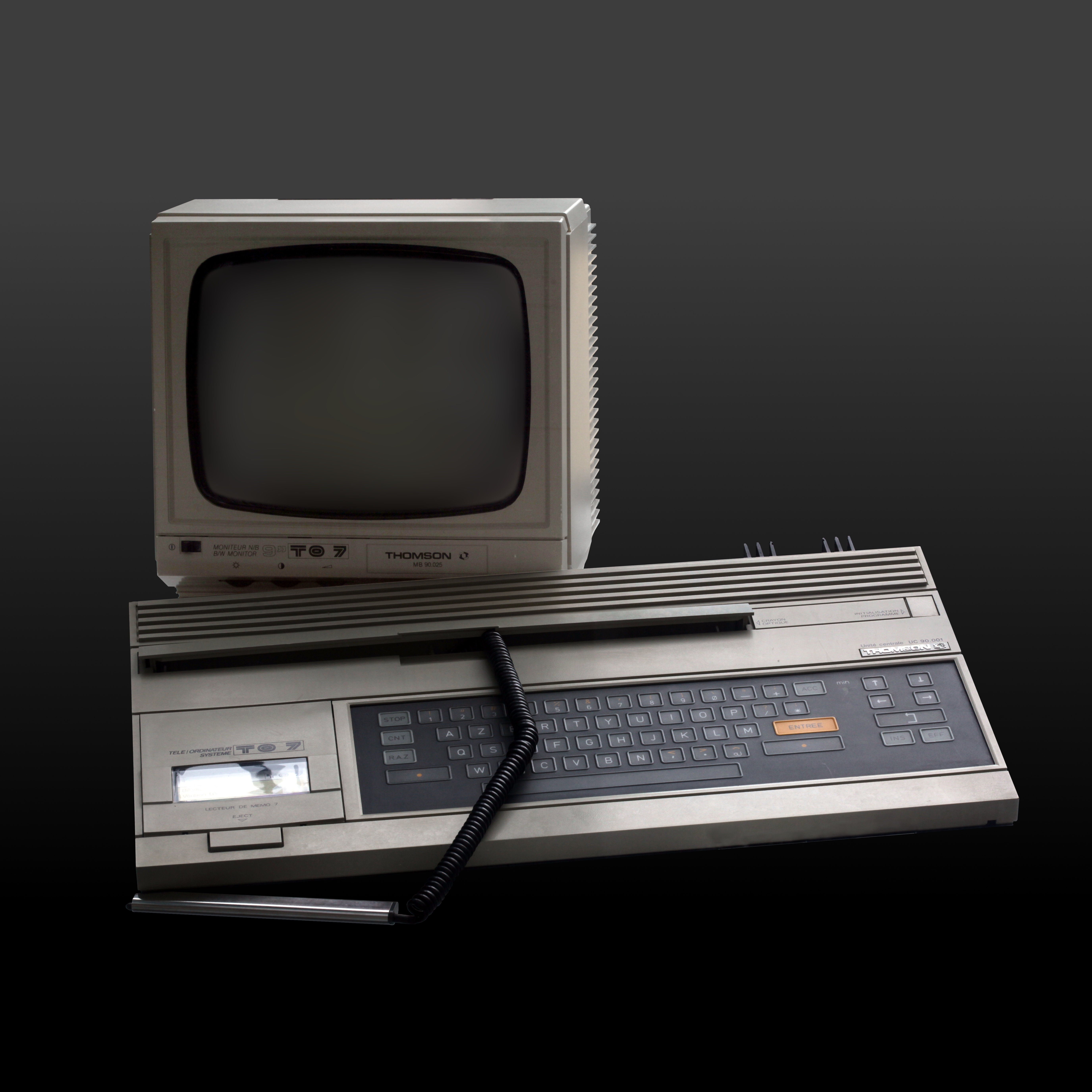
Télé/Ordinateur Système TO7 (avec son crayon optique).

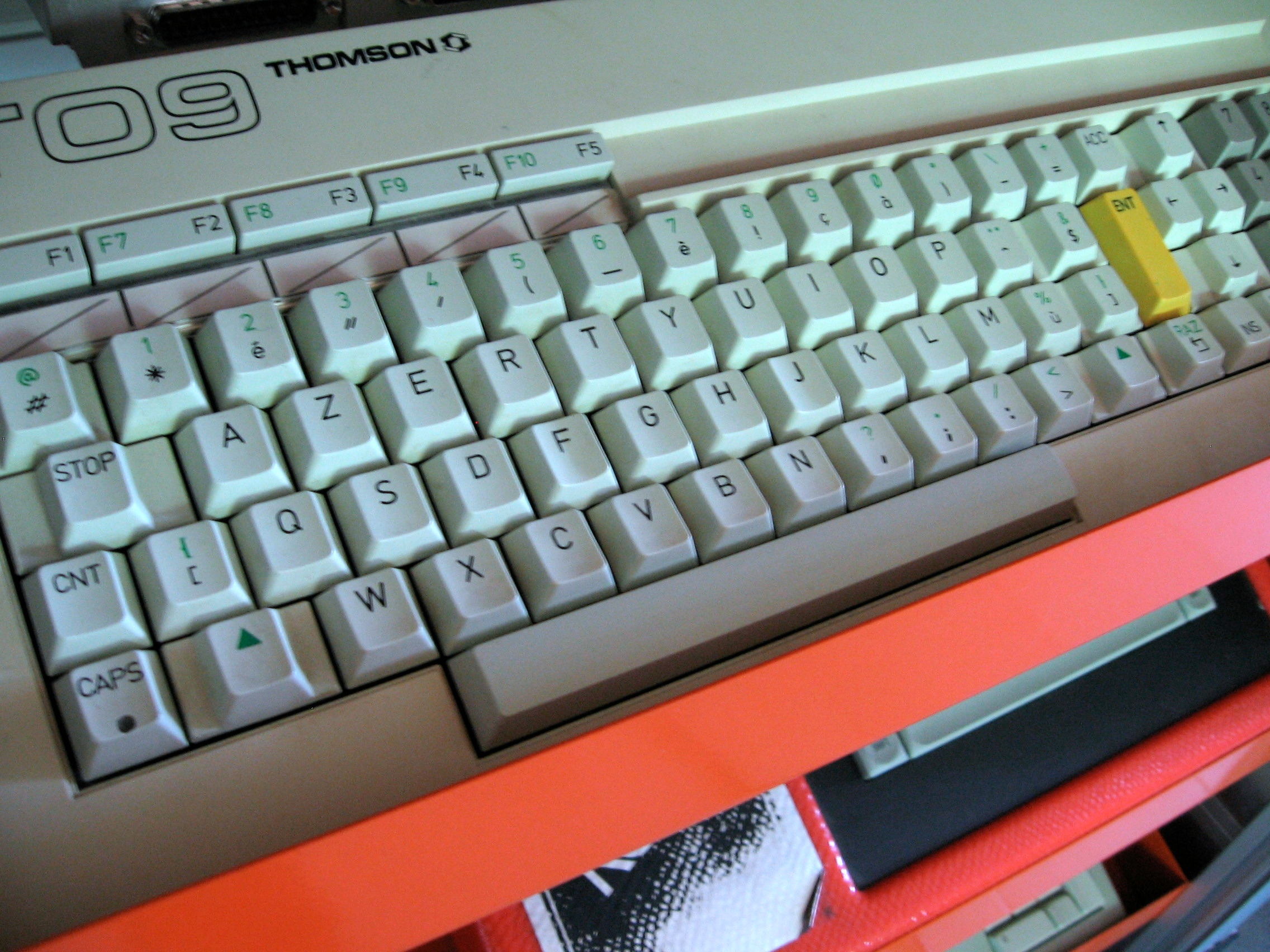
Clavier du Thomson TO9, non interchangeable avec celui du TO9+.

| Thomson MO5                           | SIMIV          | 1984 - 1986      | Existe en 2 versions : « clavier gomme » ou « clavier mécanique » ; la version avec clavier mécanique a fait l'objet d'une série limitée : le « Thomson MO5 Michel Platini »      |
| Thomson MO5E                          | SIMIV          | 1985 - ?         | E : « Étendu » ou « Export » |
| Thomson MO5NR                         | Léanord, SIMIV | 1985 - ?         | NR : nanoréseau. Cet ordinateur, doté d'une interface nanoréseau en interne, possède en réalité les caractéristiques du MO6                                                       |
| Thomson MO6                           | SIMIV          | 1986 - 1989      | Commercialisé en Italie sous le nom « Olivetti Prodest PC128 » ; cet Olivetti possède un boitier d'aspect légèrement différent de celui du MO6, et d'un clavier disposé en Qwerty |
| Thomson TO (TO : « Télé/Ordinateur ») |                |                  | |
| Thomson TO7                           | Thomson-Brandt | 1982 - 1984      | A été précédé d'un prototype en 1980 : le Thomson 9000 (ou T9000). |
| Thomson TO7/70                        | SIMIV          | 1984 - 1986      | Existe en 2 versions : « clavier gomme » ou « clavier mécanique » ; une disposition en clavier Qwerty permet également d'écrire les caractères arabes                             |
| Thomson TO8                           | SIMIV          | 1986 - 1989      | |
| Thomson TO8D                          | SIMIV          | 1987 - 1989      | Thomson TO8 doté d'un lecteur de disquette (D) |
| Thomson TO9                           | SIMIV          | 1985 - ?         | |
| Thomson TO9+                          | SIMIV          | 1986 - ?         | |

Le Thomson TO16, commercialisé à partir de 1987, est un compatible PC doté d'un microprocesseur Intel 8088. Le TO16 est décliné en 4 modèles : le TO16 PC, le TO16 PCM (avec un modem), le TO16 XPDD (avec deux lecteurs de disquette) et le TO16 XPHD (avec un disque dur et un lecteur de disquette).
A noter que sur certains modèles de MOTO, le processeur Motorola 6809 n'était pas soudés mais enfichés, ce qui a permis à certains thomsonistes de le remplacer par l'Hitachi 6309 (en), 100 % compatible avec le 6809, et ayant certaines caractéristique très intéressantes (consommant moins d'énergie, copies de blocs mémoire, des opérations de calcul sur 16 et 32 bits - additions, multiplications ou divisions - et un mode natif permettant un gain jusqu'à 25 % de la vitesse de traitement : au lieu d'avoir 0.43 MIPS/MHz on monte à 0.55 MIPS/MHz ce qui en faisait le processeur 8 bits grand public le plus performant et le seul à disposer, en hard, de tels fonctions de calcul de produits et de divisions).

### Les BASIC
Les BASIC utiles au fonctionnement des ordinateurs Thomson (hors TO16) s'appellent le BASIC 1.0, le BASIC 128 et le BASIC 512, tous fournis par Microsoft. Voici le résumé de leurs nombreuses différences :
- le BASIC 1.0 n'inclut pas le DOS, qui doit donc être chargé séparément (par exemple à partir d'une disquette), alors que les autres versions possèdent un DOS résident ;
- les BASIC 128 et 512 possèdent plus d'instructions que le BASIC 1.0 (mais aussi quelques-unes en moins) ;
- les différents BASIC n'ont pas les mêmes capacités de gestion de la mémoire : les MO5 et TO7 (Basic 1.0) étant limité à 48 ou 70 kO, il n'y a qu'une banque mémoire à gérer alors que les TO9 (Basic 128), MO6 (basic 128) et TO8 (basic 512) avaient plusieurs banques de 16 kO

### Contraintes d'affichage
Certains modes graphiques des différents ordinateurs de la gamme (hors TO16) présentent des contraintes d'affichage restreignant le nombre de couleurs réellement utilisables par ligne. Par exemple, chez le Thomson TO7, chaque bloc d'affichage de 8 pixels "en ligne" ne peut contenir que deux couleurs différentes (alors qu'il y en a théoriquement 8 disponibles sur les premiers TO7 et 16 sur le reste de la gamme). Ce mode vidéo dit "TO7" est particulièrement adapté au texte. Cependant, cette contrainte n'existe pas verticalement. Un bloc de 8 octets "en ligne" peut avoir du rouge en couleur d'écriture et noir en fond, alors que pour la ligne du dessous, les 2 couleurs peuvent être en bleu pour l'écriture et cyan pour le fond.
Cette contrainte d'affichage est due à la capacité RAM vidéo de 16 kO : la définition graphique étant de 320x200 Pxl, pour afficher 16 couleurs (un demi octet) par pixel, il aurait fallu avoir 32 kO de RAM vidéo. Avec 16 kO de RAM vidéo, il a été fait le choix de gérer des blocs de 8 Pxl (dit "GPL") alignés avec 2 octets par GPL.

### Compatibilité entre appareils

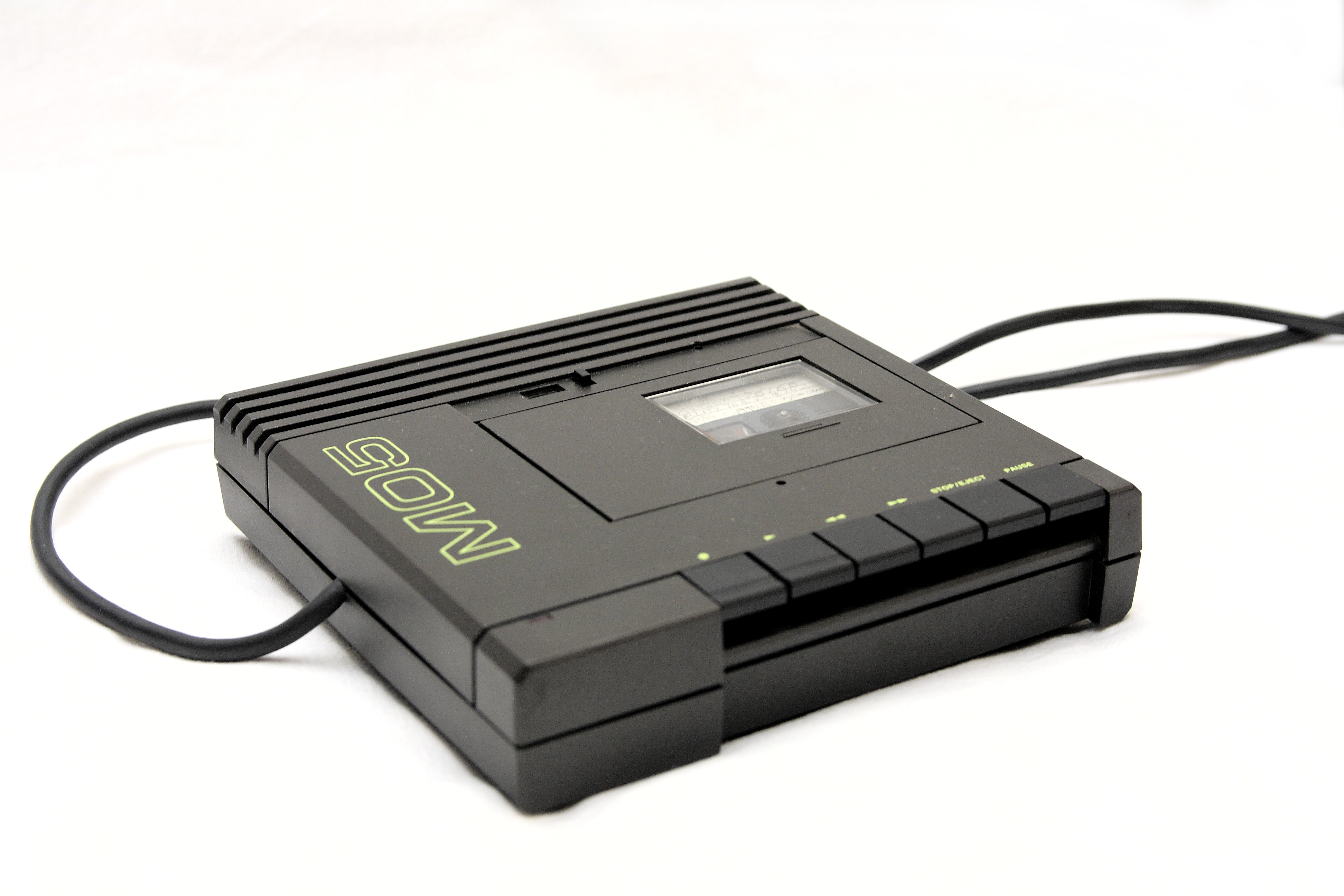
Lecteur de cassette spécifique au MO5.

Les modèles utilisant un processeur Motorola (MO5, MO6, TO7, etc.) étaient incompatibles avec les modèles utilisant un processeur Intel (TO16 PC, TO16 PCM, etc.).
La gamme des machines dotées d'un processeur Motorola comporte deux branches fonctionnellement incompatibles (TO et MO) malgré leur électronique extrêmement proche ; de plus, il existait des incompatibilités mineures au sein de chaque branche. En résumé :
- la plupart des périphériques pour les micro-ordinateurs Thomson étaient compatibles avec les deux branches ;
- les logiciels qui utilisaient l'assembleur étaient spécifiques à une branche ou à l'autre. Toutefois, vu que les différences étaient essentuellement due aux adressage différent en RAM pour les 2 systèmes de la branche (exemple, l'adressage de la RAM vidéo étaient en $0000 sur les MOn alors qu'elle était en $4000 sur les TOn) il aurait été très simple d'écrite un programme assembleur pour les 2 branches juste en initialisant des constantes (dit "équate") en début de code, avec des valeurs adaptée pour chaque branche ;
- les logiciels écrits en BASIC étaient plutôt compatibles (Ceux en Basic 1.0 parfaitement compatibles entre MO5 et TO7 et le Basic 128 compatible avec le BASIC 512). Le TO7 qui n'avait aucun système de base en ROM (contrairement aux autres modèles de la gamme qui avait tous au moins un Basic en ROM) n'avait de BASIC que sous forme de cartouche : le Basic 1.0 et le Basic 128.